# Tandil
Tandil är en stad i den sydvästra delen av den argentinska provinsen Buenos Aires. Folkmängden uppgick till cirka 120 000 invånare vid folkräkningen 2010. Stadens historia går tillbaka till 1823.

## Geografi
Tandil är beläget i den sydvästra delen av provinsen på 180 meters höjd över havet. Staden är belägen 330 kilometer söder om provinshuvudstaden La Plata och lika långt norr om Bahía Blanca i söder. Avståndet till Buenos Aires är 360 kilometer och till Mar del Plata 160 kilometer. 

## Klimat
Tandils klimat är milt och fuktigt med en genomsnittlig temperatur på 13,7 grader Celsius och 888,6 millimeters nederbörd. Temperaturen på morgonen under höst, vinter och vår är ofta låg. Dimma är mycket vanligt under höst och vinter, när även frost förekommer. Temperaturer på under fem minusgrader har registrerats under vintermånaderna. Regn faller under hela året, men i störst mängder under sommaren. Snö och värmeböljor är sällsynta.

## Historia
Staden grundades 1823 av Buenos Aires guvernör Martín Rodríguez som ett fort men det var först på 1870-talet, efter Julio Argentino Rocas kampanjer för att stärka Argentinas grepp över södra Argentina och Patagonien och tränga undan den infödda befolkningen som platsen började befolkas av europeiska immigranter. De flesta nya invånare kom från Spanien, men också talrika baskiska och danska emigranter slog sig ned i staden. Tandil fick stadsrättigheter 1895.

## Sport
Staden har producerat många professionella tennisspelare, med Juan Martín del Potro och Juan Monaco i spetsen.